# Arrecife Belgrano
Arrecife Belgrano (spanisch für Belgrano-Riff) ist ein Riff vor der Graham-Küste des Grahamlands auf der Antarktischen Halbinsel. Es liegt unmittelbar nördlich des Bergel Rock vor der Quintana-Insel im südwestlichen Wilhelm-Archipel.
Argentinische Wissenschaftler benannten es nach dem argentinischen General und Politiker Manuel Belgrano (1770–1820).